# Kriens
Kriens is een gemeente en plaats in het Zwitserse kanton Luzern en maakte deel uit van het district Luzern tot op 1 januari 2008 de districten van Luzern werden afgeschaft.
Kriens telt 25.329 inwoners. Vanaf Kriens is de berg Pilatus (2137 m) per gondelbaan te bereiken.

## Geboren
- Fabio Coltorti (1980), Zwitsers voetballer
- Livio Wenger (1993), Zwitsers langebaanschaatser

## Sport
- SC Kriens